# Motel Blue
Motel Blue (também conhecido como Blue Motel) é um filme estadunidense de suspense erótico de 1997 dirigido por Sam Firstenberg e estrelado por Sean Young, Soleil Moon Frye e Seymour Cassel.

## Sinopse
Kyle Rivers ingressou no Departamento de Defesa como investigadora. Sua primeira tarefa é fazer uma verificação de antecedentes da cientista Lana Hawking, para uma autorização ultrassecreta.

## Elenco
- Sean Young como Lana Hawking
- Soleil Moon Frye como Agente Kyle Rivers
- Rob Stewart como Agente Daniel Larimer
- Robert Vaughn como Chefe MacIntyre
- Spencer Rochfort como Steven Butler
- Barry Sattels como Wayne Hawking
- Seymour Cassel como Ministro Capistrano
- Malcolm Yates como Dr. Jeremy Marks
- James Michael Tyler como Oscar Bevins
- Lou Rawls como Ministro do Evangelho
- John LaMotta como Agente Sands
- Sonya Eddy como Empregada do Motel Blue